# 레나 필립손
마리아 마그달레나 필립손(Maria Magdalena Filipsson, 1966년 1월 19일 ~ )은 스웨덴의 싱어송라이터이다. 2004년 유로비전 송 콘테스트에 참가하여 5위를 차지했다.